# Courmont (Haute-Saône)
Courmont is een gemeente in het Franse departement Haute-Saône (regio Bourgogne-Franche-Comté) en telt 101 inwoners (2011). De plaats maakt deel uit van het arrondissement Lure.

## Geografie
De oppervlakte van Courmont bedraagt 6,5 km², de bevolkingsdichtheid is dus 15,5 inwoners per km².
De onderstaande kaart toont de ligging van Courmont (Haute-Saône) met de belangrijkste infrastructuur en aangrenzende gemeenten.

## Demografie
Onderstaande figuur toont het verloop van het inwonertal (bron: INSEE-tellingen).